# Ramulus fasciatus
Ramulus fasciatus är en insektsart som först beskrevs av Chen, S.C. och Yun He He 2006.  Ramulus fasciatus ingår i släktet Ramulus och familjen Phasmatidae. Inga underarter finns listade i Catalogue of Life.